# Kevin S. Bright
Kevin S. Bright (født 15. november 1954, New York ) er en amerikansk executive producer og instruktør, hvis arbejde omfatter tv-serierne Dream On, Venner og Joey.
Bright startede sin professionelle karriere under oplæring af sin far, Jackie Bright. Kevin Bright er født ind i en jødisk-amerikansk familie. 
Bright gik på East Side Hebrew Institute på Lower East Side på Manhattan.